# Корнєєв Олександр Володимирович
Олександр Володимирович Корнєєв  (рос. Александр Владимирович Корнеев, 11 вересня 1980) — російський волейболіст, олімпійський медаліст.

## Виступи на Олімпіадах
| Олімпіада  | Дисципліна | Місце |
| ---------- | ---------- | ----- |
| Пекін 2008 | волейбол   | 3     |